# Prothèse (stylistique)
Pour les articles homonymes, voir Prothèse.
Ne doit pas être confondu avec Prothèse (linguistique).
 (avril 2013).
Si vous disposez d'ouvrages ou d'articles de référence ou si vous connaissez des sites web de qualité traitant du thème abordé ici, merci de compléter l'article en donnant les références utiles à sa vérifiabilité et en les liant à la section « Notes et références ».
La prothèse (terme vieilli : prosthèse), du grec prothesis, issu de protithenai = « placer devant », est une figure de style fondée sur l’ajout au début d'un mot d'une lettre ou d'une syllabe qui n'en modifie pas le sens. La prothèse a deux acceptions : phonétique et stylistique.

## Exemples
- étable, provenant du latin stabula
- épaules, de scapulae
- échelle de scalae
- exemples littéraires : « Zun bjour hvers dmidi, dsur lla aplateforme zarrière zd'hun tautobus, gnon ploin ddu éparc Omonceaux » (Raymond Queneau, Exercices de style), la prothèse est exagérée mais cela permet de générer un effet comique et hermétique.

## Définition

### Définition linguistique
Comme pour l'épenthèse, la prothèse a deux acceptions:
1. une acception phonétique : c'est un métaplasme consistant en l'ajout d'un ou plusieurs phonèmes en début de mot, le plus souvent pour permettre une prononciation plus aisée quand le mot commencerait sans cela par plusieurs consonnes. Elle est assez fréquente en espagnol (ce mot lui-même est une prothèse) : ainsi estatua, la statue. L'absence de prothèse dans certains mots du français est une cause de difficultés de prononciation pour les jeunes enfants : ainsi le fameux pestacle provient de l'absence de prothèse dans le mot spectacle. La langue produit naturellement des prothèses: le g de grenouille par exemple vient de l'ancien français renoille.
2. une acception stylistique : l'effet généré par l'addition du phonème ou de la syllabe est souvent comique.

### Figures proches
- Figures "mère" : métaplasme, adjonction
- Figure "fille" :  aucune

- Paronyme : aucun
- Antonymes : amuïssement, syncope

## Domaines transverses
La prothèse est également un terme médical qui désigne un dispositif artificiel étendant ou remplaçant un organe ou un membre.